# What a beautiful moment
《What a beautiful moment》是ZARD出道13年來第一次，也是唯一一次巡迴演唱會的DVD作品。發行日期為2005年6月8日。

## 内容
- 收錄了ZARD首次的實況演唱會影像。主要使用在東京國際論壇Hall A的Live映像被構成。
- 坂井泉水歌唱生涯唯一現場演唱會DVD作品。

## 場次
| 公演日              | 会场                  |
| 2004年3月2日（二）  | 大阪Festival Hall     |
| 2004年3月8日（一）  | 東京國際論壇Hall A    |
| 2004年3月9日（二）  | 東京國際論壇Hall A    |
| 2004年4月5日（一）  | 神户国际会馆          |
| 2004年4月8日（四）  | Pacifco横浜国立大Hall |
| 2004年4月30日（五） | 大阪Festival Hall     |
| 2004年5月8日（六）  | 青森市文化会馆        |
| 2004年5月10日（一） | 仙台Sunplaza Hall     |
| 2004年6月2日（三）  | 名古屋Century Hall    |
| 2004年6月11日（五） | 福岡Sunpalace         |
| 2004年7月23日（五） | 日本武道馆            |

## 曲目
(Opening：永遠 (What a beautiful moment Tour Opening Ver.)（Instrumental）) 
- 1.搖擺的思念
- 2.悠游在愛中疲憊不堪
- 3.再多些 再多一些
- 4.別忘記那個微笑
- 5.世界一定在未來之中
- 6.You and me（and…）
- 7.想更近看你的側臉
- 8.夢見明日
- 9.閉上雙眼
- 10.敞開心胸
- 11.好想感受你的存在
- 12.看不見愛
- 13.Today is another day
- 14.明年夏天也
- 15.My Baby Grand ～期待那溫存～
- 16.你不在
- 17.My Friend
- 18.別認輸
- 樂手介紹(Instrumental)~Good-bye My Loneliness~想見你時~一定不會忘記~
- 19.pray
- 20.停擺的時鐘此刻開始運轉
- 21.Don't you see!

## 樂手
- vocal：坂井泉水
- Electric Guitar：大賀好修、綿貫正顕、岡本仁志
- Bass：麻井寛史
- Keyboards：古井弘人、大楠雄藏
- Acoustic Guitar & Chorus：岩井勇一郎、大田紳一郎
- Chorus：岡崎雪、SATIN DOLL
- Violin：高久知也
- Saxophone：鈴木央紹、勝田一樹
- Percussion：車谷啓介
- Drums：David C. Brown
- Manipulator：大藪拓

## 関連項目
- ZARD
- 坂井泉水